# Gresik
Gresik est une ville portuaire dans la province de Java oriental en Indonésie.
Gresik est le chef-lieu du kabupaten homonyme.

## Histoire
Gresik a été fondée dans la seconde moitié du XIVe siècle par des Chinois. Au XVe siècle, la ville devient un port important, grâce au commerce des épices des Moluques et du santal de Timor. Lors de leur passage vers 1430, des membres de la suite de l'amiral chinois Zheng He notent que le chef du lieu est un natif du Guangdong et qu'il est à la tête d'une communauté de quelque mille familles chinoises, dont beaucoup sont musulmanes.
Vers 1460, l'influence de Gresik amène à la conversion du roi de Ternate.
À la fin du XVIIe siècle, un Chinois du nom de Tan Jap Ko est nommé shahbandar, c'est-à-dire chef de la capitainerie du port de Gresik.
C'est en 1748 que la VOC (Compagnie néerlandaise des Indes orientales) avalise pour la première fois formellement un Chinois à la tête de sa communauté.

## Culture
Près de Gresik se trouve le mausolée de Sunan Giri, un des Wali Sanga ou « Neuf Saints » qui, selon la tradition javanaise, auraient propagé l'islam à Java. D'après une inscription, Sunan Giri est mort en 1428 de l'ère hindoue Saka (1506 apr. J.-C.). Le mausolée se trouve dans le village de Giri, à 2 km de Gresik, en haut d'une colline.
La tombe en bois de teck est entourée de magnifiques sculptures d'inspiration chinoise, ce qui laisse penser que Sunan Giri était chinois. Le linteau de la porte du mausolée est ornée d'un makara, créature mythique ayant à la fois une petite trompe l'apparentant à l'éléphant de mer, la denture du crocodile et une queue de poisson. Le portail d'entrée du mausolée est ornée d'un dragon sculpté dans la pierre.
À l'ouest du mausolée de Sunan Giri se trouve celui d'un de ses successeurs, Sunan Prapen (1548-
1605). On y trouve également les tombes de Panembahan ("celui à qui on rend hommage") Kawis Guwo (1605-1616) et Panembahan Agung (1616-1636), deux autres princes musulmans. Le toit sculpté de ce mausolée donne une idée de la prospérité de cette époque où florissait le commerce qui a permis la diffusion de l'islam dans l'archipel indonésien.

## Galerie

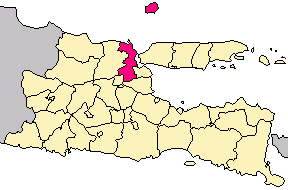
Le kabupaten de Gresik dans Java oriental. L'île dans la partie supérieure est Bawean.
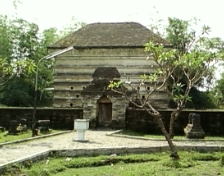
Le mausolée de Fatimah binti Maimun à Leran, un quartier de Gresik.
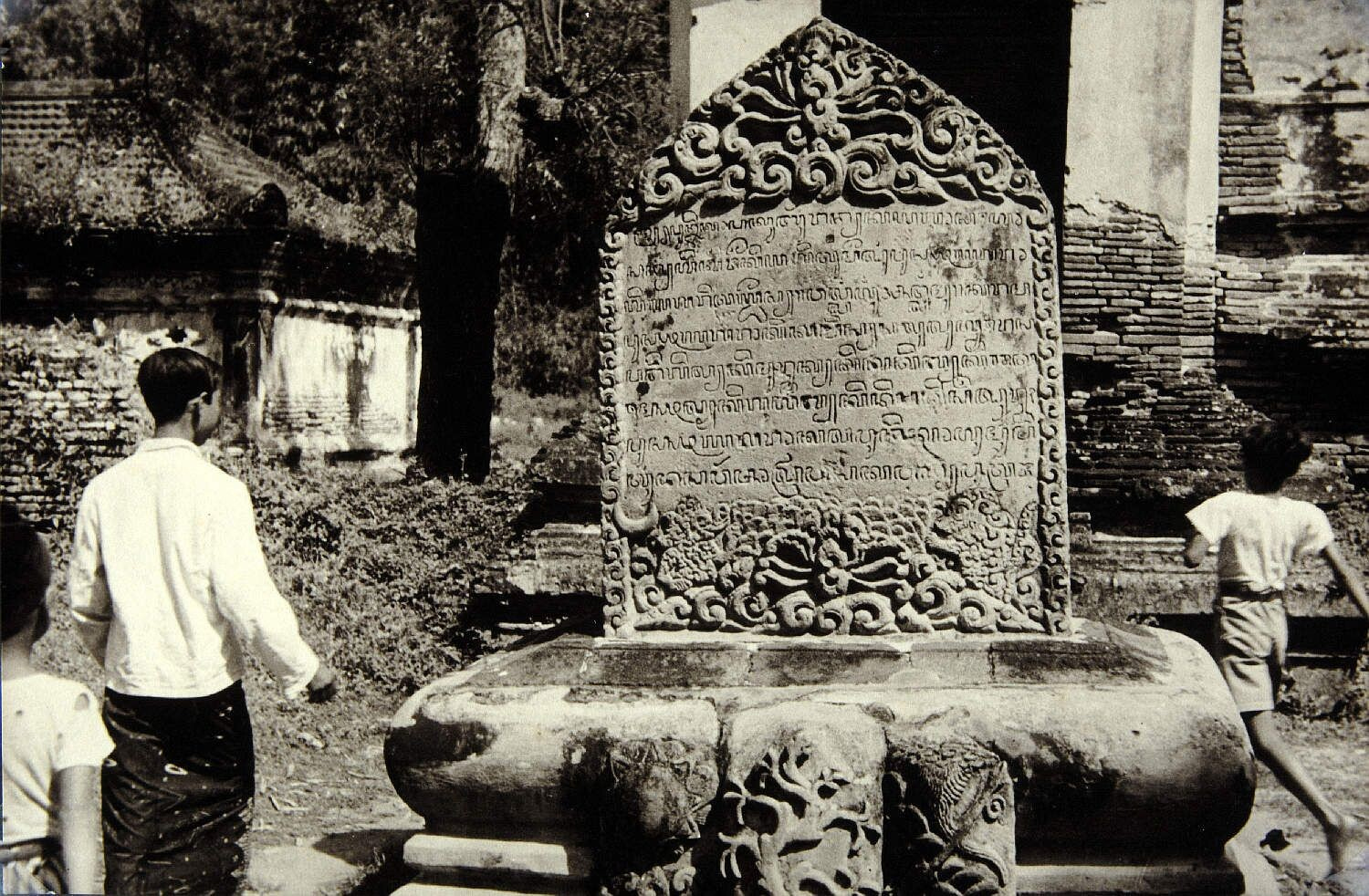
Inscription à Gresik.
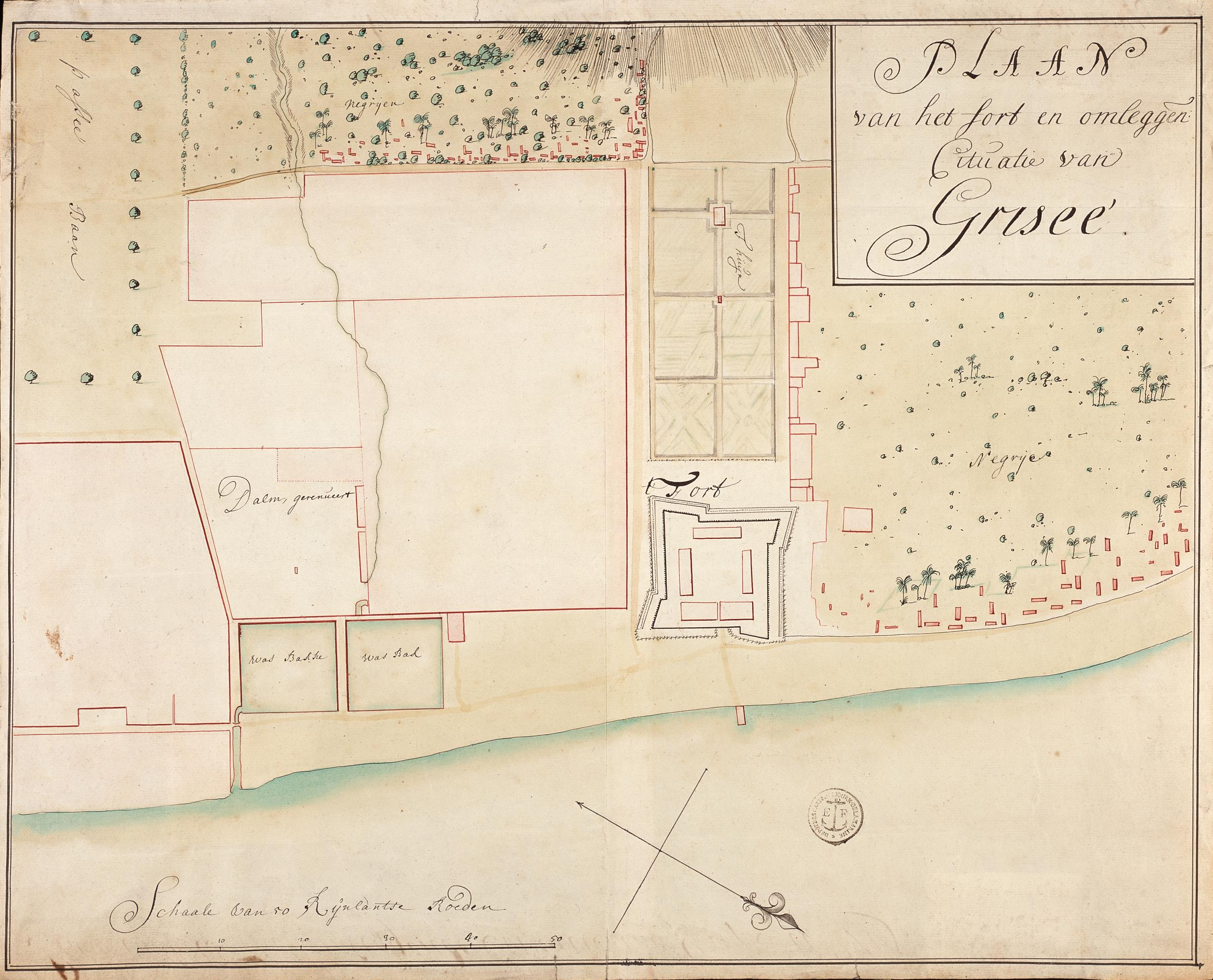
Carte de 1719 de Gresik et son fort hollandais.